# کمربند مشکی
کمربند مشکی (انگلیسی: Black belt) در هنرهای رزمی شرق آسیا، کمربند مشکی با تخصص مرتبط است، اما بسته به نوع هنر رزمی، ممکن است فقط نشان‌دهنده شایستگی باشد. استفاده از کمربندهای رنگی یک اختراع نسبتاً جدید است که به دهه ۱۸۸۰ برمی‌گردد.

## خاستگاه
استفاده سیستماتیک از رنگ کمربند برای نشان دادن رتبه، اولین بار در ژاپن توسط جیگورو کانو، بنیانگذار جودو در دهه ۱۸۸۰، مورد استفاده قرار گرفت. پیش از این، مربیان ژاپنی کوریو تمایل داشتند فقط گواهینامه‌های رتبه ارائه دهند. در ابتدا از کمربند کمری پهن استفاده می‌شد. از آنجایی که تمرین‌کنندگان با کیمونو آموزش می‌دیدند، فقط از کمربند کمری سفید و مشکی استفاده می‌شد. این نوع رتبه‌بندی در هنرهایی که ادعای منشأ خاور دور ندارند، کمتر رایج است، اگرچه در برنامه هنرهای رزمی تفنگداران دریایی ایالات متحده استفاده می‌شود.

## رتبه نسبی
رتبه و کمربندها بین هنرها، سبک‌ها یا حتی در برخی سازمان‌ها معادل نیستند. در برخی از هنرها، کمربند مشکی ممکن است در سه سال یا حتی کمتر اعطا شود، در حالی که در برخی دیگر، آموزش اختصاصی ده سال یا بیشتر طول می‌کشد. آزمون کمربند مشکی معمولاً دقیق‌تر و متمرکزتر از درجات پایین‌تر است.

## توانایی
برخلاف کلیشه «کمربند مشکی به عنوان استاد»، کمربند مشکی معمولاً نشان می‌دهد که دارنده آن در تکنیک و اصول اولیه یک سبک مهارت دارد.
روش دیگر برای توصیف این موضوع به اصطلاحات مورد استفاده در هنرهای ژاپنی مربوط می‌شود؛ شودان (برای کمربند مشکی دان یک)، به معنای واقعی کلمه به معنای اولین/مرحله شروع است و درجات بعدی، نیدان و ساندان هر کدام شماره‌گذاری شده‌اند، به این صورت که نی دو و سان سه است، به معنای مرحله دوم، مرحله سوم و غیره.
از آنجایی که «کمربند مشکی» معمولاً به عنوان اعطای نوعی مقام و منزلت تلقی می‌شود، دستیابی به آن به عنوان یک ترفند بازاریابی مورد استفاده قرار گرفته است. به عنوان مثال، یک مدرسه ممکن است تضمین کند که فرد در مدت زمان مشخصی یا با مبلغ مشخصی به آن اعطا خواهد شد. چنین مدارسی گاهی اوقات به عنوان مک‌دوجو یا کارخانه‌های کمربند شناخته می‌شوند.

## تدریس
در برخی مدارس ژاپنی، پس از اخذ کمربند مشکی، هنرجو شروع به آموزش نیز می‌کند و ممکن است به عنوان سنپای (دانشجوی ارشد) یا سنسی (معلم) شناخته شود. در برخی دیگر، هنرجوی کمربند مشکی تا زمانی که ساندان (کمربند مشکی درجه سه) یا عناوین کیوسا یا سابوم در هنرهای رزمی کره‌ای به عنوان درجه دو یا بالاتر نباشد، نباید سنسی نامیده شود، زیرا این نشان دهنده درجه تجربه بیشتر است و یک سنسی باید این را داشته باشد و آنچه را که در آموزش یک هنر رزمی دخیل است، درک کند.

## درجات بالاتر
برخی از مدارس هنرهای رزمی از نوارهای گلدوزی شده برای نشان دادن سطوح مختلف رتبه کمربند مشکی استفاده می‌کنند، همان‌طور که در این کمربندهای مشکی تکواندو ۱، ۲ و ۳ نشان داده شده است.
در هنرهای رزمی ژاپن، زیرمجموعه‌های بیشتر رتبه‌های کمربند مشکی ممکن است به رتبه‌های دان مرتبط باشند و با «نوارهایی» روی کمربند نشان داده شوند. یودانشا (که تقریباً از ژاپنی به «کسی که درجه دان دارد» ترجمه می‌شود) اغلب برای توصیف کسانی که رتبه کمربند مشکی دارند استفاده می‌شود. در حالی که کمربند مشکی باقی می‌ماند، ممکن است نوارها یا نشان‌های دیگری برای نشان دادن ارشدیت اضافه شود، در برخی از رشته‌ها، درجات بسیار ارشد کمربندهایی با رنگ‌های متفاوت می‌پوشند.
در جودو و برخی از اشکال کاراته، یک دان ششم از کمربند قرمز و سفید استفاده می‌کند. کمربند قرمز و سفید اغلب فقط برای مراسم تشریفاتی در نظر گرفته می‌شود و کمربند مشکی معمولی هنوز در طول تمرین پوشیده می‌شود. در دان ۹ یا ۱۰، برخی از مدارس قرمز جایزه می‌دهند. در برخی از مدارس جوجیتسو، رتبه شیهان و بالاتر از کمربند بنفش استفاده می‌کنند. این رنگ‌های دیگر اغلب هنوز هم به‌طور کلی به عنوان «کمربند مشکی» شناخته می‌شوند.